# سايلور سبرينغز (إلينوي)
سايلور سبرينغز (بالإنجليزية: Sailor Springs)‏ هي منطقة سكنية تقع في الولايات المتحدة في إلينوي. يقدر عدد سكانها بـ 128 نسمة .

## الموقع الجغرافي
الموقع الجغرافي للمناطق المحيطة بهذه النقطة هو كالتالي: